# Relación isoperimétrica
En geometría analítica, la relación isoperimétrica de una curva cerrada simple plana es la relación:
| L2/A |
donde L es la longitud de la curva y A es el área que encierra.
Es una magnitud adimensional que se mantiene invariante bajo transformaciones de semejanza.
Según la definición de isoperimetría, la relación isoperimétrica tiene su valor mínimo de 4·Π para una circunferencia. Cualquier otra curva tiene un valor mayor. Por lo tanto, la relación isoperimétrica se puede usar para medir el parecido de una forma con una circunferencia.
El flujo de acortamiento de una curva disminuye la relación isoperimétrica de cualquier curva convexa suave, de modo que, en el límite, la relación se convierte en 4·Π cuando la curva se reduce a un punto.

Para cuerpos de dimensiones superiores de dimensión d, la relación isoperimétrica se puede definir de manera similar como Bd/Vd − 1, donde B es el área superficial del cuerpo (la medida de su límite) y V es su volumen (la medida de su interior). Otras cantidades relacionadas incluyen la constante de Cheeger de una variedad de Riemann y la constante de Cheeger de un grafo (definida de una manera diferente).

## Figuras poligonales simples cerradas
El concepto de relación isoperimétrica también es aplicable a figuras poligonales simples cerradas, siendo los valores correspondientes siempre mayores que 4·Π el valor correspondiente a una circunferencia.